# Bolungarvík
Bolungarvík – miejscowość w północno-zachodniej Islandii, 13 km od Ísafjörður i 473 km od Reykjavíku, nad fiordem Ísafjarðardjúp. Wchodzi w skład gminy Bolungarvíkurkaupstaður, w regionie Vestfirðir. Na początku 2018 roku W Bolungarvíku mieszkało 924 osoby. W mieście swój początek ma droga nr 61. 
Miejscowość znajduje się u stóp góry Traðarhyna (636 m n.p.m.). Jest to drugie co do wielkości miasto Zachodnich Fiordów po Ísafjörður. 
W Bolungarvíku warto zobaczyć:
- Muzeum Historyczne, położone w centrum miasteczka, eksponowane w nim są wypchane ssaki i ptaki, m.in. niedźwiedź polarny, który został zabity przez miejscowych rybaków w 1993 r.
- Muzeum Morskie Ösvör, mieści się w starej kamienno-torfowej chałupie przy wjeździe do miasta, eksponuje szopę do solenia ryb oraz artykuły rybackie.